# ألفارو أرويو
ألفارو أرويو (بالإسبانية: Álvaro Arroyo Martínez)‏ (22 يوليو 1988 بمدريد في إسبانيا - ) هو لاعب كرة قدم إسباني في مركز الدفاع. لعب مع خيتافي ب ورايو فايكانو ب ونادي ألكوركون ونادي خيتافي.

## وصلات خارجية
- ألفارو أرويو على موقع إي إس بي إن إف سي (الإنجليزية)
- ألفارو أرويو على موقع قاعدة بيانات كرة القدم.إي يو (الإنجليزية)
- ألفارو أرويو على موقع Soccerway.com (الإنجليزية)
- ألفارو أرويو على موقع AS.com (الإسبانية)